# Банк Нью-Брансуика
Банк Нью-Брансуика (англ. Bank of New Brunswick) — бывший банк в Сент-Джоне провинции Нью-Брансуик (Канада), был основан в 1820 году. Банк работал независимо в Нью-Брансуике, а затем и на острове Принца Эдуарда, пока в 1913 году не объединился с Банком Новой Шотландии (ныне Scotiabank). Национальный исторический памятник Канады.

## История
Банк Нью-Брансуика был основан 25 марта 1820 года в провинции Нью-Брансуик ещё до образования Канадской конфедерации, в соответствии с уставом британского правительства. Он был основан в Сент-Джоне группой видных бизнесменов колонии. В то время Сент-Джон был самым большим городом в Приморских провинциях, превосходя по численности населения как Галифакс (Новая Шотландия), так и какое-то время в XIX веке, даже Торонто (Онтарио).
Джон Робинсон был избран первым президентом Банка Нью-Брансуика и служил до 1824 года, когда его сменил Чарльз Саймондс. Банк расширился за счёт приобретения City Bank of Saint John в 1839 году. К 1842 году банк имел капитал в размере 100 тыс. фунтов стерлингов.
После Великого пожара в Сент-Джонсе штаб-квартира банка была открыта в новом здании, построенном на улице Принца Уильяма в 1879 году, с неоклассическим фасадом банка, напоминающим коринфский храм финансов.
В 1901 году Банк Нью-Брансуика приобрёл Summerside Bank of P.E.I., что ещё более расширило сеть банка. После приобретения City Bank президент City Bank Томас Ливитт стал президентом Банка Нью-Брансуика. Ливитт происходил из семьи купцов, судовладельцев и капитанов в Сент-Джоне. В 1909—1910 годах было построено здание Банка Нью-Брансуика в Саммерсайде (Остров Принца Эдуарда), которое также внесено в Реестр исторических мест Канады.
После образования Конфедерации в 1867 году четыре банка, которые были созданы в Нью-Брансуике, начали борьбу, поскольку всё больше и больше инвестиционных денег начали перемещаться в центральную Канаду, а производство в Нью-Брансуике начало сокращаться. Несмотря на возражения Торгового совета Сент-Джона, консервативное правительство сэра Джона А. Макдональда проголосовало против Закона о коммерческих союзах от 5 марта 1888 года, который предоставил Сент-Джону прямой доступ к более крупным рынкам в Новой Англии. К началу 20 века стало очевидно, что ни один из четырёх банков не привлекает достаточно капитала, чтобы оставаться конкурентоспособным. Сент-Джон, в то время крупнейший город, не смог привлечь инвестиции из-за рубежа, несмотря на более высокую доходность на 4 % по сравнению с Верхней Канадой.
В результате Банк Нью-Брансуика и его акционеры приняли предложение о слиянии с Банком Новой Шотландии 15 февраля 1913 года. Поскольку многие из его инвесторов финансировали открытие Запада, штаб-квартира банка была перенесена в Монреаль. Позже Банк Новой Шотландии (Scotiabank) переместил свою штаб-квартиру в Торонто — банковский и финансовый центр Канады.